# Gregor Moch
Gregor Moch (* 1545 in Ellmendingen; † 8. April 1608 in Ettlingen) war Rat in der Regierung des Markgrafen Georg Friedrich von Baden-Durlach und Landschreiber im Oberamt Rötteln.

## Familie
Moch heiratete Martha Forchheimer aus Emmendingen. Aus dieser Ehe ist eine Tochter bekannt:
- Anna (ca. 1580–1625) ⚭ Johann Ulrich Vinther, Vogt in Ettlingen

## Leben
Moch studierte zunächst 1565 an der Eberhard Karls Universität Tübingen und erhielt 1572 von der Universität Basel den Titel eines magister artium und zwei Jahre später den eines Doktors beider Rechte (doctor iuris utriusque).
Zwischen 1582 und 1586 ist Moch als Landschreiber des Oberamts Rötteln nachweisbar.
Nach dem Tod des Markgrafen Karl II. von Baden-Durlach (1577) übernahmen seine Witwe, Anna von Pfalz-Veldenz, Kurfürst Ludwig VI. von der Pfalz (bis 1583), Herzog Philipp Ludwig von Pfalz-Neuburg und Herzog Ludwig von Württemberg („der Fromme“) bis 1584 die Regierungsgeschäfte der Markgrafschaft Baden-Durlach als Vormünder. Insbesondere der pfälzische Kurfürst drängte auf eine strenge Politik gegen Täufer und Schwenkfeldianer, die für Anführer und Unbelehrbare mit Landesverweis und Konfiskation des Vermögens bestraft werden sollte. Jährliche Generalvisitationen sollten Sektierer aufspüren und melden. Speziell in der Diözese Rötteln gab es aufgrund der Kontakte zum nahen Basel relativ viele Täufer. Während seiner Amtszeit als Röttler Landschreiber, war Moch – zusammen mit dem Landvogt Hans Konrad von Ulm – maßgeblich mit der lokalen Umsetzung der Politik der Vormundschaftsregierung beauftragt. Dabei traf er auch auf Widerstand bei den Pfarrern (z. B. Paul Cherler), die 1578 die Konkordienformel nur bedingt, d. h. mit dem Zusatz „Andersdenkende verdammen wir nicht!“, unterschrieben hatten.
1585 erstellte Moch das mit 80 Seiten umfangreiche und detaillierte Stadtbuch – die städtische Verfassung und Verwaltungsordnung – von Schopfheim, der einzigen Stadt im Oberamt Rötteln – neu.
1595 wurde der damalige Emmendinger Kammerrat Gregor Moch als Rat in die neue Regierung des nun aus der Vormundschaft seines Bruders Ernst Friedrich von Baden-Durlach entlassenen Markgrafen Georg Friedrich von Baden-Durlach berufen und diente ab 1599 in dieser Funktion auch in der neuen Residenz Sulzburg. Das von Georg Friedrich regierte Territorium umfasste von 1595 bis 1604 allerdings nur die obere Markgrafschaft mit den Ämtern Rötteln, Badenweiler und Hochberg.
Nach seinem Tod (1608) wurde Moch in Ettlingen beigesetzt, wo in der alten Friedhofskapelle ein Epitaph angebracht war.